# James Doyle Penrose
James Doyle Penrose (9 de mayo de 1862 - 2 de enero de 1932) fue un pintor irlandés.

## Biografía
James Doyle Penrose fue un conocido retratista, escultor y pintor de temas religiosos nacido en el condado de Wicklow, Irlanda. Fue miembro de la Royal Hibernian Academy. Provenía de una familia de cuáqueros prósperos y se formó formalmente en Londres en dos escuelas de la Royal Academy of Arts: St John's Wood Art School y Royal College of Art en South Kensington.
Penrose salió de Irlanda con su padre y su familia alrededor de 1890 para establecerse en Hertfordshire, cerca de Londres. Expuso su trabajo regularmente en la Royal Academy of Arts de Londres desde la década de 1890 hasta 1927. También viajó por Canadá.
Se casó con Elizabeth Josephine Peckover, hija de Alexander Peckover, primer barón de Peckover, un rico banquero cuáquero. Tuvieron cuatro hijos: Alexander Peckover Doyle Penrose, Lionel Sharples Penrose, Roland Penrose, y el teniente comandante Bernard "Beakus" Penrose.
Penrose fue nombrado teniente adjunto de Cambridgeshire el 15 de octubre de 1903.
Su esposa Elizabeth, de 72 años, murió en julio de 1930 en Watford. Penrose murió en Bognor Regis el sábado 2 de enero de 1932.

## Legado
Sus obras incluyen pinturas de 1906 de la industria de hierba pastel con sede cerca de Wisbech, isla de Ely, hogar de sus suegros. y una escultura de su suegro. Una foto en blanco y negro de James y su esposa se encuentra en la colección en línea del National Trust.

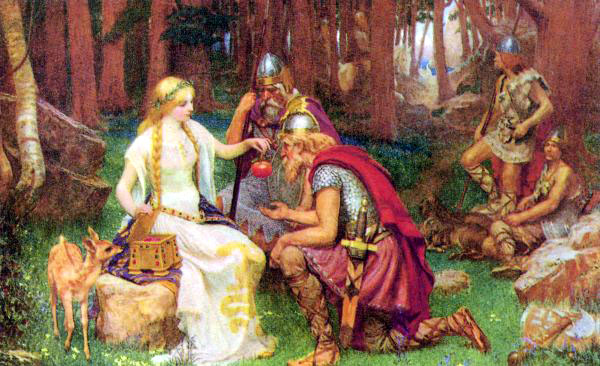
Idun y las manzanas, 1890
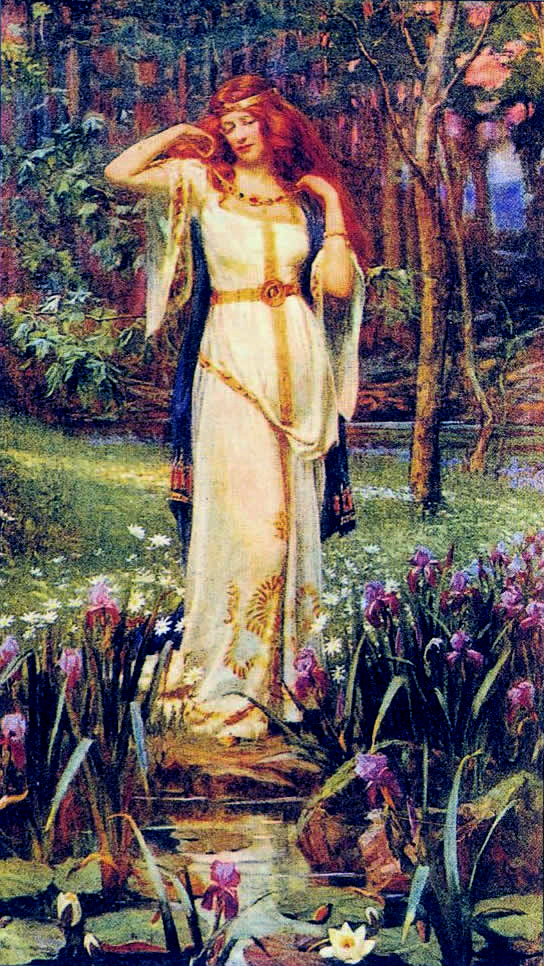
Freya, 1890
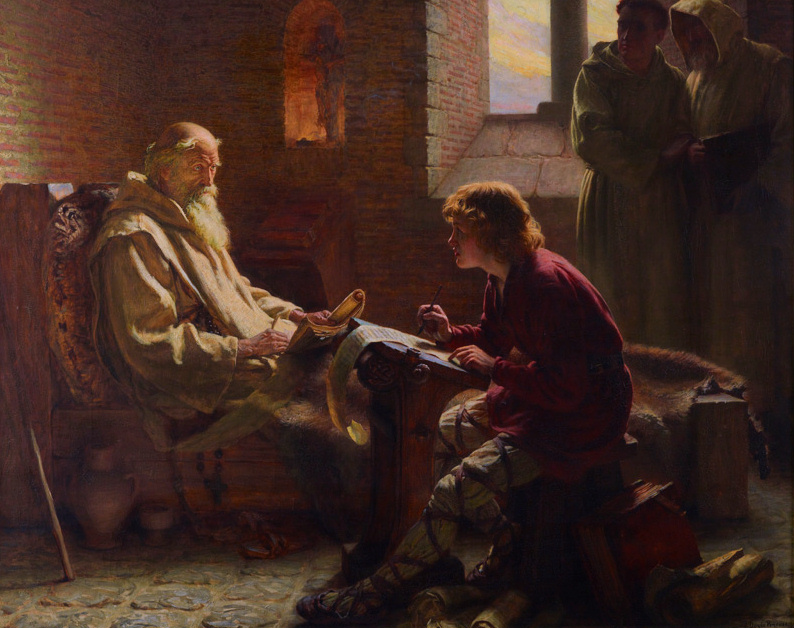
El último capítulo, 1902
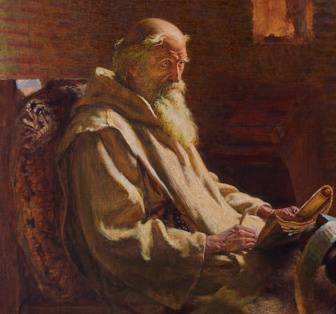
Beda el Venerable traduce a Juan, 1902
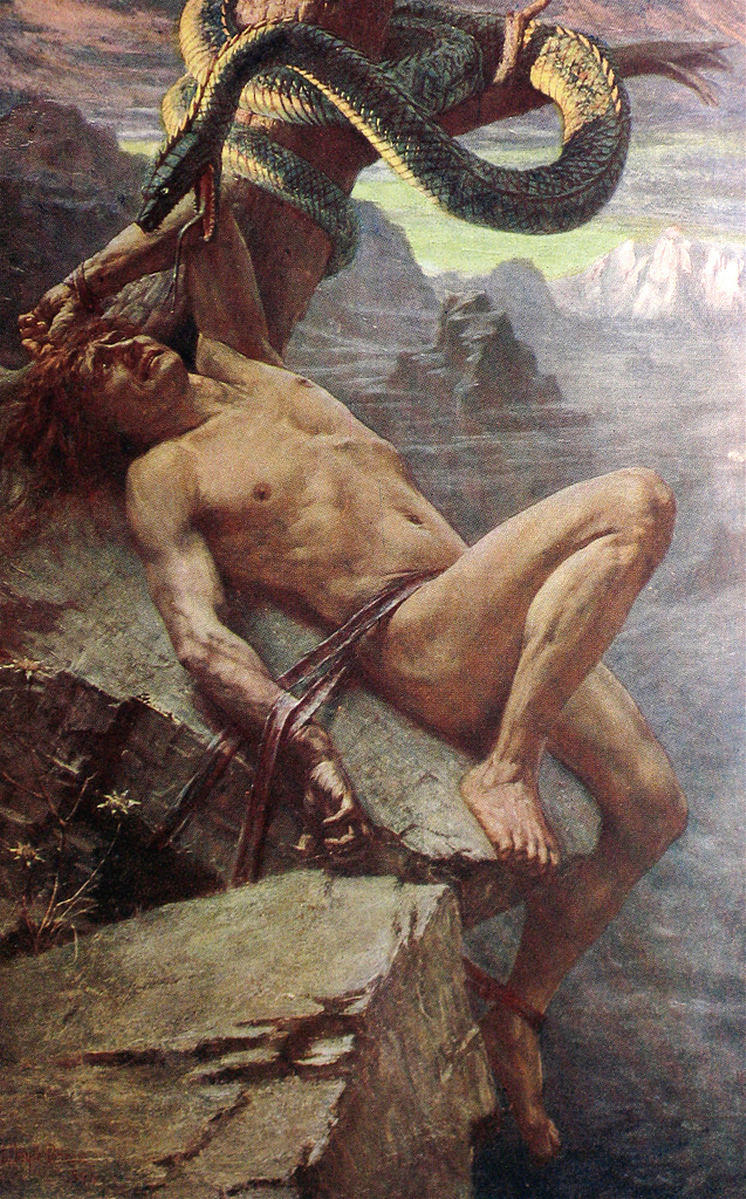
El castigo de Loki, 1912